# صخور سيما
```
 صخور السيما البازلتية هي المُكَوِنة 
لطبقة القشرة المحيطية
 التي يتراوح سمكها ما بين 8و12 كيلومتر تحت البحار المفتوحة والمحيطات، وتتكون صخور السيما البازلتية من 
سيليكا
 بنسبة 45% هي النسبة الأكبر 
وماغنسيوم
 وهي صخور قاعدية وذات لزوجة منخفضة وثقيلة الوزن.
```

وتظل صخور السيما البازلتية (المُكَوِنة للقشرة المحيطية) في حالة توازن أيزوستاتيكي دائم مع صخور السيال الجرانيتية (التي تكون القشرة القارية) رغم اختلاف الكثافة، حيث أن كثافة صخور السيال الجرانيتية أقل من كثافة صخور السيما البازلتية، وسبب حالة التوازن هو العوامل الخارجية مثل: الرياح والمطار والتغير في درجات الحرارة وغيرها، والعوامل الداخلية مثل: الزلازل والبراكين وغيرها.